# HD 183263
HD 183263 är en ensam stjärna belägen i den mellersta delen av stjärnbilden Örnen. Den har en skenbar magnitud av ca 7,86 och kräver åtminstone en handkikare eller ett mindre teleskop för att kunna observeras. Baserat på parallax enligt Gaia Data Release 2 på ca 18,4 mas, beräknas den befinna sig på ett avstånd på ca 177 ljusår (ca 54 parsek) från solen. Den rör sig närmare solen med en heliocentrisk radialhastighet på ca -55 km/s.

## Egenskaper
HD 183263 är en gul till vit  underjättestjärna av spektralklass G2 IV, som är på väg att förbruka förrådet av väte i dess kärna och utvecklas till en underjätte för att sedan sluta som en vit dvärg. Den har en massa som är ca 1,1 solmassor, en radie som är ca 1,1 solradier och har ca 2,0 gånger solens utstrålning av energi från dess fotosfär vid en effektiv temperatur av ca 5 900 K.

## Planetsystem
Stjärnan har två kända exoplaneter som cirkulerar kring den. Planeten HD 183263 b upptäcktes 2005  och planeten HD 183263 c upptäcktes 2008.
| Planet | Massa             | Halv storaxel (AE) | Siderisk omloppstid (d) | Excentricitet  | Inklination | Radie |
| ------ | ----------------- | ------------------ | ----------------------- | -------------- | ----------- | ----- |
| b      | ≥03,635± 0,034 MJ | 1,486 ± 0,023      | 625,10 ± 0,34           | 0,3728 ± 0,065 | -           | -     |
| c      | ≥6,90 ± 0,12M⊕    | 5,69 ± 0,11        | 4 684 ± 71              | 0,051 ± 0,010  | -           | -     |